# John E. Lyle

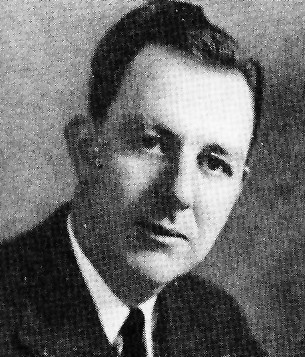
John E. Lyle

John Emmett Lyle Jr. (* 4. September 1910 in Boyd, Wise County, Texas; † 11. November 2003 in Houston, Texas) war ein US-amerikanischer Politiker. Zwischen 1945 und 1955 vertrat er den Bundesstaat Texas im US-Repräsentantenhaus.

## Werdegang
John Lyle besuchte die Wichita Falls High School und danach das Junior College in Wichita Falls. Anschließend studierte er an der University of Texas in Austin. Nach einem anschließenden Jurastudium an der Houston Law School und seiner Zulassung als Rechtsanwalt begann er in diesem Beruf zu arbeiten. Gleichzeitig schlug er als Mitglied der Demokratischen Partei eine politische Laufbahn ein. Zwischen 1941 und 1944 war er Abgeordneter im Repräsentantenhaus von Texas. Da er gleichzeitig bis 1944 während des Zweiten Weltkrieges in der US Army diente, kann er dieses Mandat aber nur sehr sporadisch ausgeübt haben. Im Krieg war er auf dem europäischen Kriegsschauplatz eingesetzt.
Bei den Kongresswahlen des Jahres 1944 wurde Lyle im 14. Wahlbezirk von Texas in das US-Repräsentantenhaus in Washington, D.C. gewählt, wo er am 3. Januar 1945 die Nachfolge von Richard M. Kleberg antrat. Nach vier Wiederwahlen konnte er bis zum 3. Januar 1955 fünf Legislaturperioden im Kongress absolvieren. In diese Zeit fielen das Ende des Zweiten Weltkrieges, der Beginn des Kalten Krieges und der Koreakrieg. Innenpolitisch begann die Bürgerrechtsbewegung.
Im Jahr 1954 verzichtete John Lyle auf eine weitere Kandidatur. Während der Präsidentschaftszeiten von John F. Kennedy, Lyndon B. Johnson und Ronald Reagan war er Mitglied verschiedener von den jeweiligen Präsidenten eingesetzter Kommissionen. 1994 wurde er Mitglied einer Bundeskommission, die sich mit den Problemen des Alterns befasste. Er starb am 11. November 2003 in Houston und wurde in Austin beigesetzt.